# Chikanobu
Chikanobu Toyohara, vero nome era Hashimoto Naoyoshi (Edo, 1838 – 1912), è stato un pittore ukiyo-e giapponese.

## Biografia

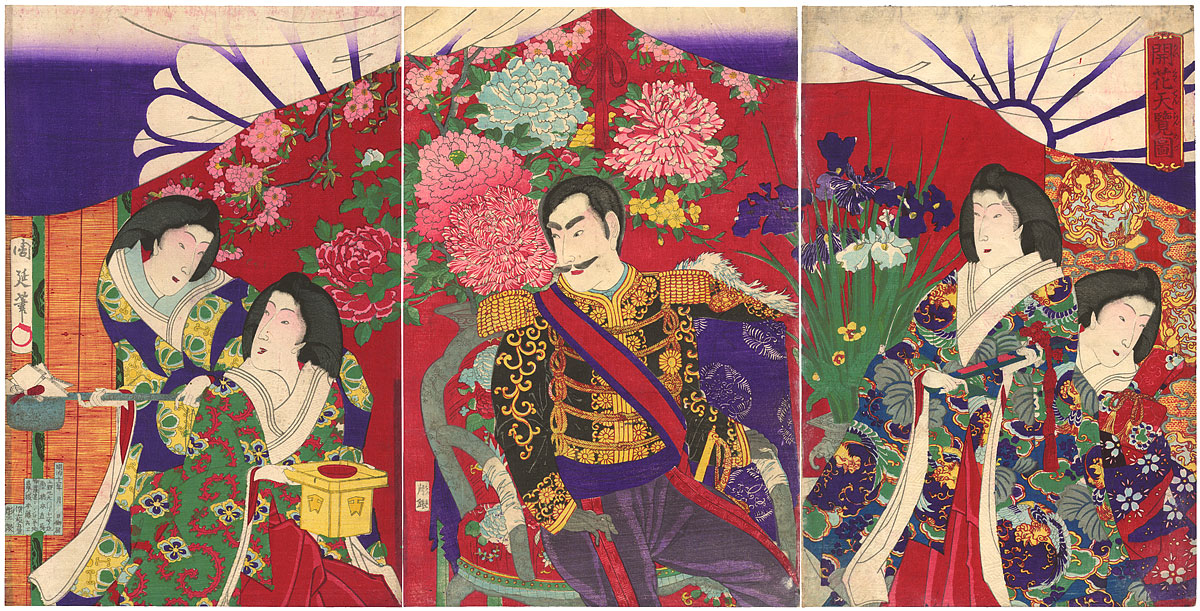
L'imperatore Meiji ad una mostra floreale', 1878

È stato uno degli ultimi maestri  ukiyo-e, ed è conosciuto principalmente per le sue stampe di soggetti mitologici e storici, dipinse anche scene dal teatro Kabuki, donne e bambini.  
Allievo di Kunichika, già fondatore della scuola Toyohara, Chikanobu ne diventa il maggiore esponente anche per il suo interesse verso la moda della società, di cui sottolineerà la crisi dei valori tradizionali e il lento processo di occidentalizzazione. Il suo lavoro è quindi essenziale nella transizione tra il tradizionale ukiyo-e e il nuovo stile shin hanga.

## Stampe in serie

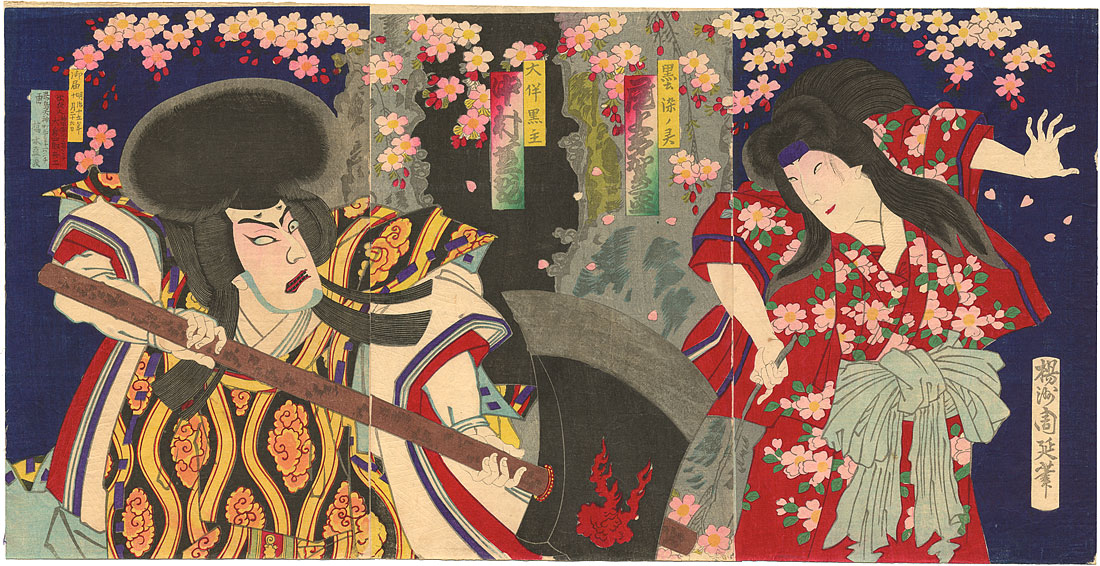
"Scena dal Kabuki", 1882.

Di seguito un elenco parziale delle serie: 
- Jidai Kagami- Lo specchio delle età.
- Gento Shashin Kurabe - La lanterna magica
- Chiyoda no O-oku- Nobildonne del palazzo di Chiyoda.
- Onko Azuma no hana- Rinnovamento nei costumi del periodo Edo.
- Setsu, Getsu, Ka - Neve, luna e fiori.